# 三重県道16号南勢磯部線
三重県道16号南勢磯部線（みえけんどう16ごう なんせいいそべせん）は、三重県度会郡南伊勢町と志摩市を結ぶ主要地方道（三重県道）である。

## 概要

### 路線データ
2016年（平成28年）4月1日現在。
- 起点:度会郡南伊勢町神津佐（こんさ）字下村1047番3地先[1]（神津佐交差点）
- 終点:志摩市磯部町的矢字藤谷889番地先[1]（三重県道47号鳥羽磯部線および三重県道750号阿児磯部鳥羽線交点）
- 総延長：15.4782km[1]
- 実延長：15.3967 km[1]
- 重用延長：81.5m[1]
- 橋梁：17本（総延長：233.0m）[1]

## 歴史
- 1964年（昭和39年）12月28日 - 建設省（現・国土交通省）が主要地方道鳥羽尾鷲線を廃止し、うち二級国道260号賢島長島線に昇格しなかった区間を南勢磯部線として主要地方道に指定。
- 1965年（昭和40年）8月27日 - 三重県が上記の政令に基づき県道18号鳥羽尾鷲線を廃止し、県道16号南勢磯部線を路線認定[1][2]。
- 1982年（昭和57年）12月3日 - 同年4月の建設省政令[4]に基づき三重県道513号的矢港線の大部分を編入し終点を磯部町（当時）的矢まで延長。県道513号は廃止（残る区間は三重県道750号に編入）。
- 1993年（平成5年）5月11日 - 建設省から、県道南勢磯部線が南勢磯部線として主要地方道に再指定される[5]。

## 路線状況
全区間がバス路線（三重交通・磯部地域予約運行型バス）として利用されているが、直行はしていない。この県道は、南伊勢町（旧南勢町）と志摩市の磯部中心街（磯部町迫間）、磯部中心街と的矢地区を結ぶという役割がある。

### 南勢・磯部間
この区間を結ぶ唯一の自動車が通行できる道路であり、2車線になっている。三重県道169号玉城南勢線（サニーロード）が開通するまでは、南伊勢町から伊勢市に向かう際によく利用されていた。1899年（明治32年）に神津佐街道として開通した。
- 南伊勢町には鉄道が存在せず、最寄り駅は志摩市にある近鉄志摩線志摩磯部駅である。このため、南伊勢町内の旅館の送迎バスが県道16号を利用することがある[7]。
- 一部の路線バスは五ヶ所または南勢野添 - 相賀浦間を南伊勢町営バスとして運行し、五ヶ所または南勢野添 - 磯部バスセンター間を三重交通として引き続き運行するものがある。
- 南伊勢町と志摩市の境は水境（みずざかえ）と呼ばれる[8]通り分水嶺となっている。その標高は48.3m[9]にすぎないが、高度経済成長期に入る以前は頻繁に往来するには難がある峠であり、1955年（昭和30年)には水境を挟んで1つの村を成していた神原村が東部は磯部町、西部は南勢町に分村合併するに至った。

### 磯部・的矢間
この区間は改良されて2車線になっているが、1車線の区間も残る。
- 伊雑ノ浦や的矢湾岸を走っている。

### 利用状況
2005年（平成17年）のデータ（平成17年度道路交通センサスによる。）
| 地点                   | 平日24時間交通量 | 休日24時間交通量 |
| 志摩市磯部町山原字夏草 | 4,646台          | 3,764台          |
| 志摩市磯部町飯浜       | 2,189台          | 1,608台          |

## 地理

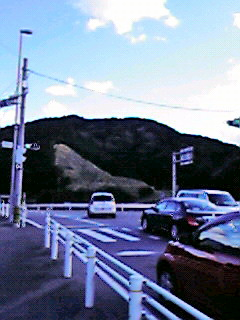
起点

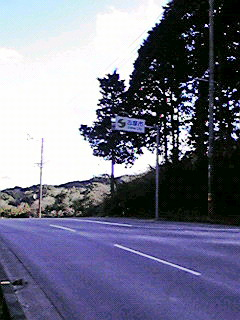
水境（南伊勢町・志摩市境）
2009年1月1日撮影

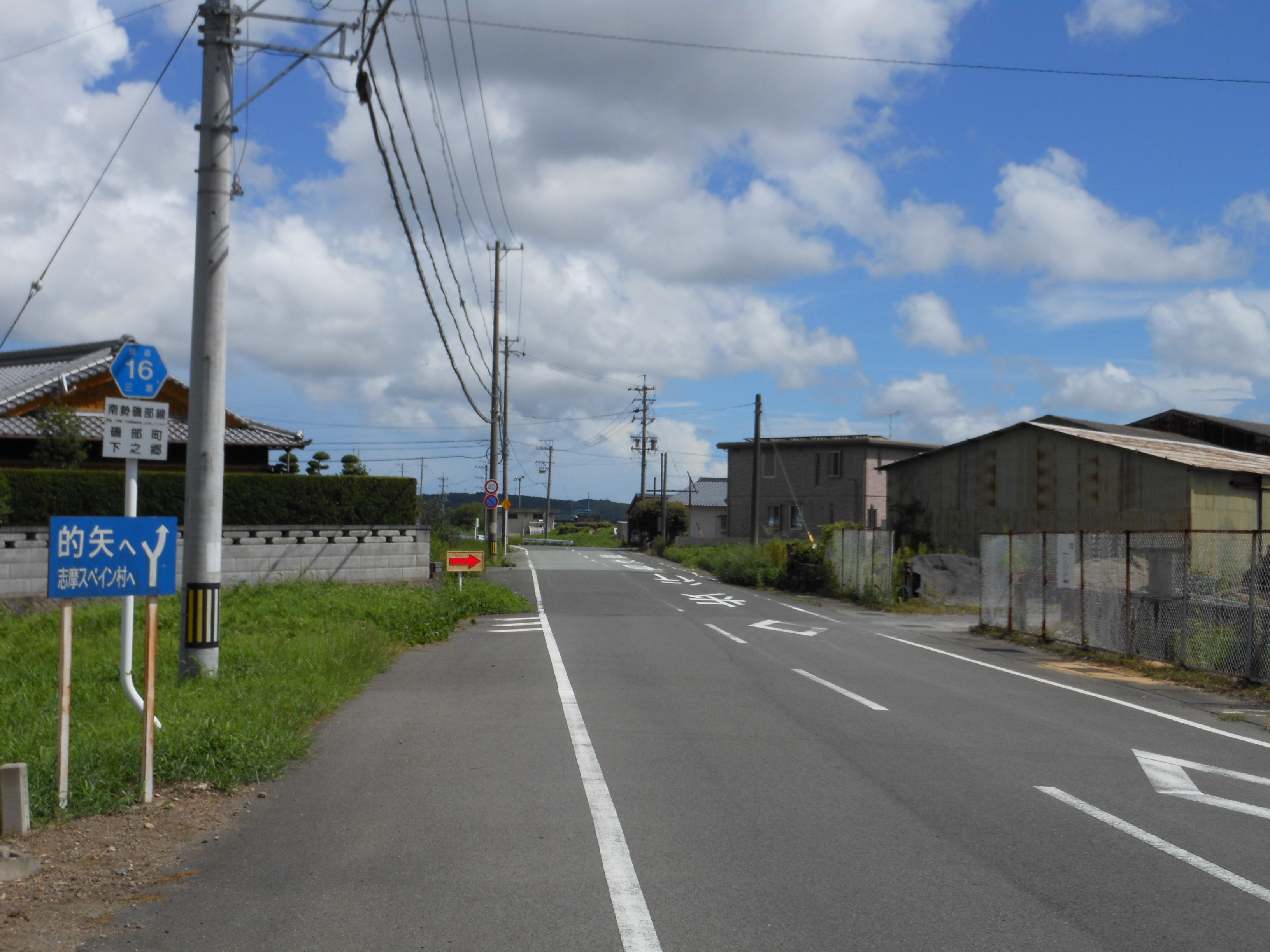
志摩市磯部町下之郷

### 通過する自治体
- 度会郡南伊勢町
- 志摩市

### 交差する道路
- 国道260号（起点）
- 三重県道112号磯部浜島線（志摩市磯部町山原（夏草交差点）
- 国道167号（磯部バイパス）（志摩市磯部町迫間（高塚交差点）
- 三重県道61号磯部大王線（志摩市磯部町迫間（磯部バスセンター前交差点）
- 三重県道128号鳥羽阿児線（パールロード）（志摩市磯部町的矢交差点）
- 三重県道47号鳥羽磯部線・三重県道750号阿児磯部鳥羽線（終点）

### 沿線にある施設など
- 神津佐大橋
- 神原簡易郵便局
- 伊勢警察署神原警察官駐在所
- 志摩市立成基小学校跡地
- JA伊勢磯部ライスセンター
- 三重交通磯部バスセンター
- 志摩磯部駅
- 高根山バラ園
- グランドメルキュール伊勢志摩リゾート＆スパ
- 的矢郵便局